# Тарутин (фракийский правитель)
Тарутин — фракийский правитель

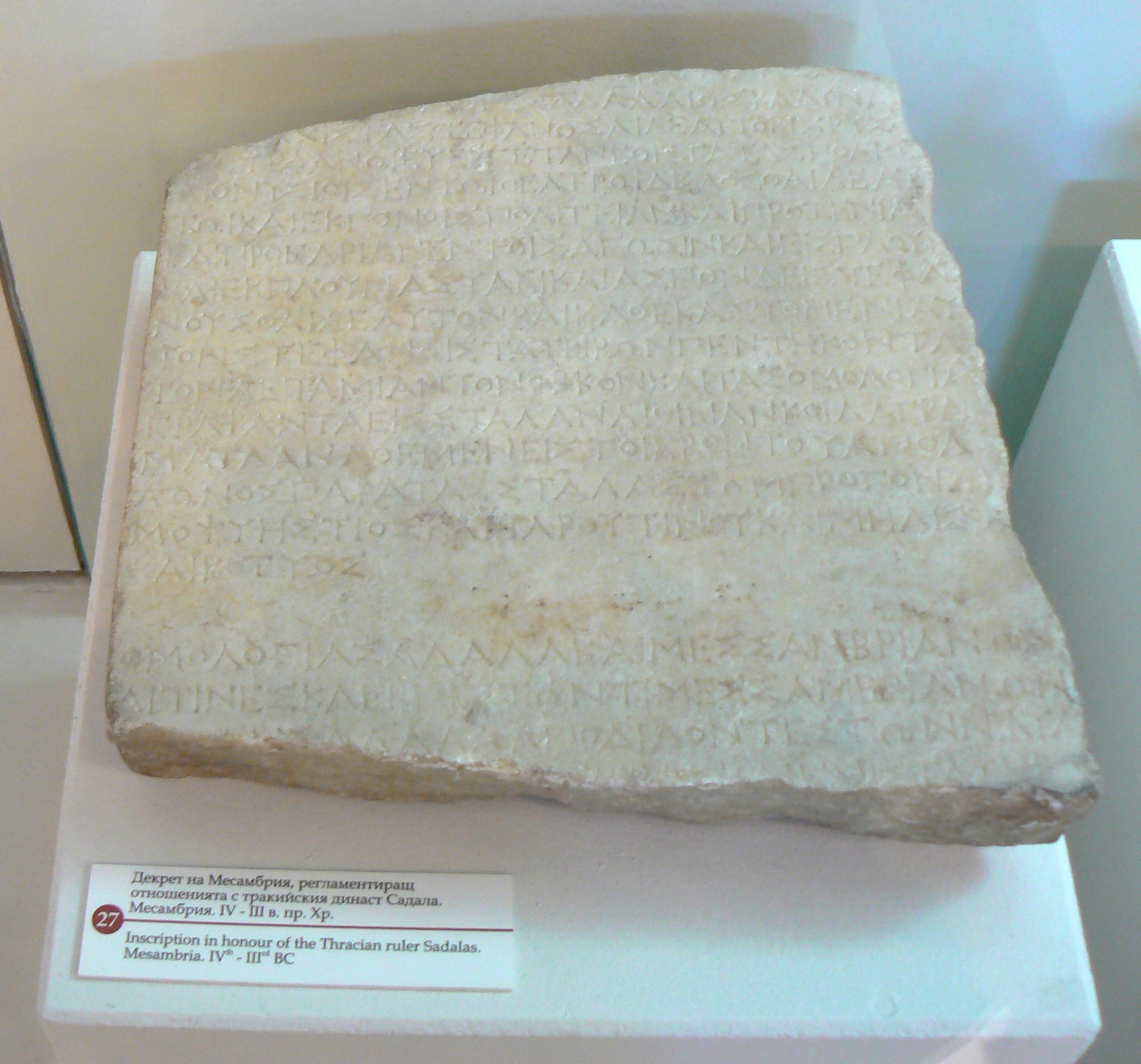
Договор Садалы с месембрийцами

О Тарутине стало известно из обнаруженной в болгарском городе Несебыр частично сохранившейся стелы, датируемой концом IV — началом III века до н.э, либо серединой или второй половиной III века до н. э. и впервые опубликованной в 1951 году сотрудником Бургасского народного музея Иваном Гылыбовым. Сохранившийся текст на стеле рассказывает о взаимоотношениях фракийца Садалы с жителями греческого полиса Месембрии. Также в надписи перечисляются несколько предшественников Садалы, в том числе Тарутина. По мнению большинства историков, они являются родственниками, но К. А. Анисимов отметил, что это точно не доказано.
Как подчеркнули исследователи, имя Тарутина, несомненно, явно фракийское. Звания Садалы и его предшественников не называются, что по мнению болгарского исследователя Хр. М. Данова может объясняться как тем, что они были слишком хорошо известны месембрийцам, так и тем, что эти титулы были изложены в первой, не сохранившейся части надписи. Некоторые учёные, например, Х. М. Данов, склонны считать Тарутина правителем астов. Другие, такие как И. Гылыбов, посчитали, что он был членом одрисского царского рода. Болгарский историк А. Фол допустил, что представители династии могли иметь как одрисское, так и астейское происхождение. По предположению Хр. М. Данова, Тарутин мог являться прадедом Садалы.